# Karel Knittl

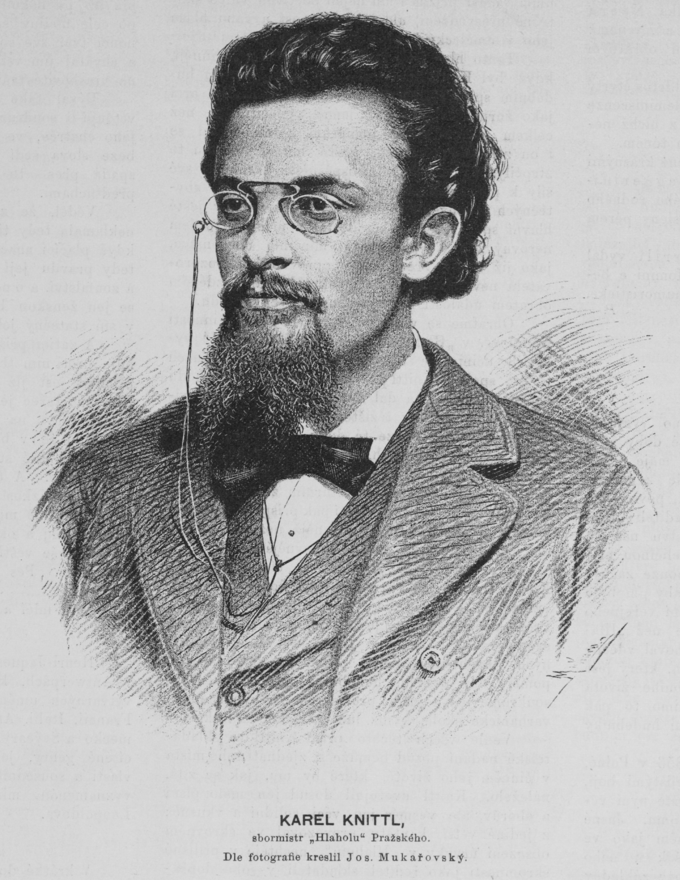
Karel Knittl (1853–1907)

Karel Knittl (* 4. Oktober 1853 in Polná; † 17. März 1907 in Prag) war ein tschechischer Komponist, Dirigent und Musikpädagoge.

## Leben und Wirken
Karel Knittl, Sohn des Organisten Kašpar Knittl, entdeckte früh seine musikalische Begabung. Nach dem Besuch der Gymnasien in Chrudim und Hradec Králové zog er nach Prag. Hier erhielt er in den Jahren 1869 bis 1875 seine musikalische Ausbildung an der Musikschule von František Pivoda und an der Prager Orgelschule und schloss im Jahr 1878 mit Staatsexamen ab.
Knittl unterrichtete Gesang an verschiedenen Prager Schulen und lehrte Orgel und Harmonielehre an der Orgelschule. Im Jahr 1901 wurde er zum Verwaltungsleiter ans Prager Konservatorium berufen, Direktor war zu dieser Zeit der Komponist Antonín Dvořák. Nach dessen Tod im Jahr 1904 übernahm Knittl die künstlerische Leitung des Konservatoriums und blieb in dieser Funktion bis zu seinem Tod. Er unterrichtete hauptsächlich Harmonielehre und Instrumentenlehre und erwarb sich große Verdienste bei der Unterrichtsreform. Er vereinheitlichte die Unterrichtsabläufe, schuf genaue Lehrpläne und schrieb Lehrbücher. Er setzte sich stark für den Unterricht in tschechischer Sprache ein. Er dirigierte auch das Orchester des Konservatoriums.
In den Jahren 1877 bis 1890 und 1897 bis 1901 war Knittl Chorleiter des seinerzeit berühmtesten tschechischen Chors – des Prager Hlahol. Sein Verdienst ist die Bildung eines Frauenchors, den er 1879 in Hlahol integrierte. Dadurch wurde aus dem ursprünglich reinen Männerchor ein gemischter Chor mit einem wesentlich breiteren Repertoire. Das Ensemble bestand in diesem Jahr aus 143 Sängerinnen und 200 Sängern. Unter Knittls Leitung erreichte Hlahol ein hohes künstlerisches Niveau und konnte auch anspruchsvolle Werke aufführen. Zu den Höhepunkten zählen z. B. Requiem von Hector Berlioz, Oratorium Christus von Franz Liszt, Oratorium Stabat Mater und Kantate Svatební košile (Das Hochzeitshemd) von Antonín Dvořák, und die Kantate Jarní romance von Zdeněk Fibich.
Knittl komponierte auch zahlreiche Lieder, Kantaten, Chöre, Orchester- und Klaviermusik. Sein kompositorisches Erbe ist heute wenig bekannt. Größere Bedeutung erlangten seine pädagogischen Schriften. Die wichtigsten sind: Nauka o skladbě homofonní (Die Lehre von der homophonen Komposition), Prag 1898, und Učebnice všeobecné nauky hudební (Lehrbuch der allgemeinen Musiklehre), Prag 1910. Knittl schrieb auch viele Abhandlungen über Musik und war Musikreferent diverser Zeitschriften, wie z. B. Národní listy, Hudební listy, Dalibor und Světozor.
Knittl starb in Prag und ist auf den Olšany Friedhöfen begraben.